# Monte Asahi
Il monte Asahi (旭岳?, Asahi-dake) è un monte del Giappone, il più alto dell'isola di Hokkaidō. Raggiunge un'altezza massima di 2 290 m.